# معبر رأس الناقورة
معبر رأس الناقورة هو معبر حدودي دولي بين لبنان وإسرائيل ويقع في الناقورة في لبنان ورأس الناقورة في إسرائيل. يتم تشغيل المحطة حصريًا من قبل قوة الأمم المتحدة المؤقتة في لبنان والجيش الإسرائيلي. يُحظر مرور السياح والزوار العاديين.

## الاستخدام
استُخدم المعبر مرتين خلال اختتام المفاوضات بين إسرائيل وحزب الله. ففي 16 يوليو من عام 2008، استخدمته إسرائيل لإعادة سمير القنطار إلى لبنان، ولإعادة حزب الله جثتي الجنديين الإسرائيليين إلداد ريهيف وإيهود غولدفاسر.
بعد إطلاق سراح ركاب وأفراد طاقم أسطول الحرية لغزة، قامت إسرائيل بترحيل أربعة ناشطين لبنانيين عبر المعبر في 3 يونيو من عام 2010. عبر كل من عباس ناصر وحسين شكر وأندريه أبي خليل وهاني سليمان الحدود في حوالي الساعة 10.30 مساءً حيث استقبلهم حشد كبير يلوح بالأعلام اللبنانية والفلسطينية والتركية ويرمون بالأرز والزهور.

## حوادث حدودية
في 15 ديسمبر من عام 2013، قُتل جندي إسرائيلي برصاص جندي لبناني في اشتباك حدودي.

## معرض صور

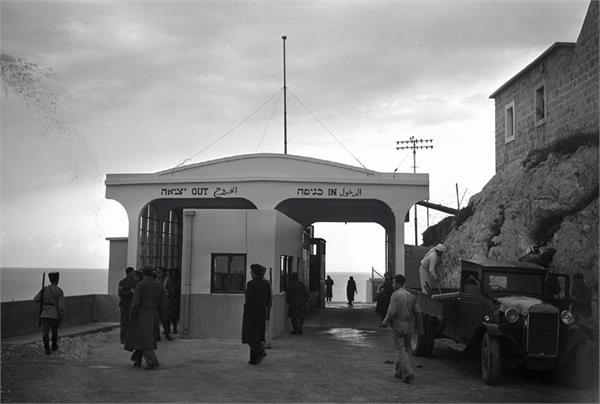
المعبر في عام 1939
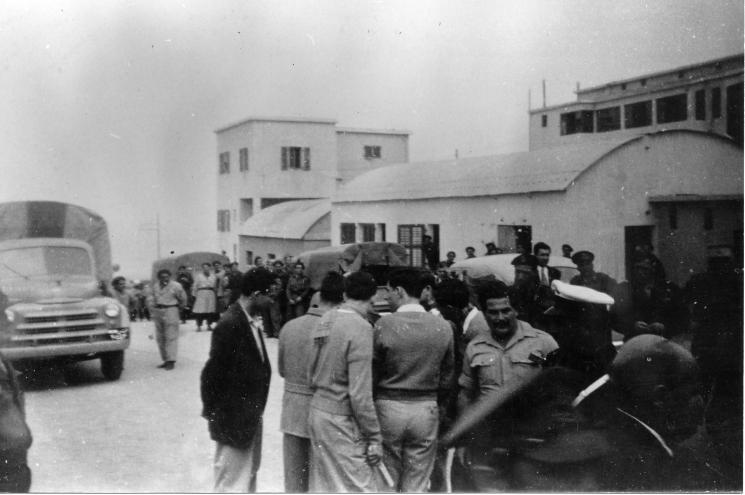
أسرى الجيش الإسرائيلي المفرج عنهم من لبنان في المعبر، بتاريخ 23 مارس من عام 1949